# Vestec (Mezno)
Vestec (Duits: Westze of Westze bei Mesny) is een Tsjechische plaats in de gemeente Mezno, regio Midden-Bohemen, en maakt deel uit van het district Benešov. Het dorp ligt op 1,5 kilometer afstand van Mezno.
Vestec telt 3 inwoners (2021).

## Geschiedenis
De eerste schriftelijke vermelding van het dorp dateert van 1543.
In 1960 werd Vestec, samen met Mezno, ingedeeld bij het district Benešov.

## Verkeer en vervoer

### Autowegen
Er leidt een regionale weg naar het dorp.

### Spoorlijnen
Er is geen station in Vestec. Het dichtstbijzijnde station is in Mezo, op 2,5 kilometer afstand. Dat station ligt aan spoorlijn 220 (Praag -) Benešov - Tábor - České Budějovice. Het station werd, tezamen met de spoorlijn, in 1871 geopend.

### Buslijnen
Er is geen bushalte in het dorp. De dichtstbijzijnde bushalte is in Lažany, op 2,5 kilometer afstand:
| Halte         | Lijn(en) | Traject(en)                                       | Vervoerder(s)                    |
| ------------- | -------- | ------------------------------------------------- | -------------------------------- |
| Mezno, Lažany | 401 457  | Jindřichův Hradec - Praag-Roztyly Tábor - Miličín | CŠAD Benešov BusLine jižní Čechy |

## Galerij

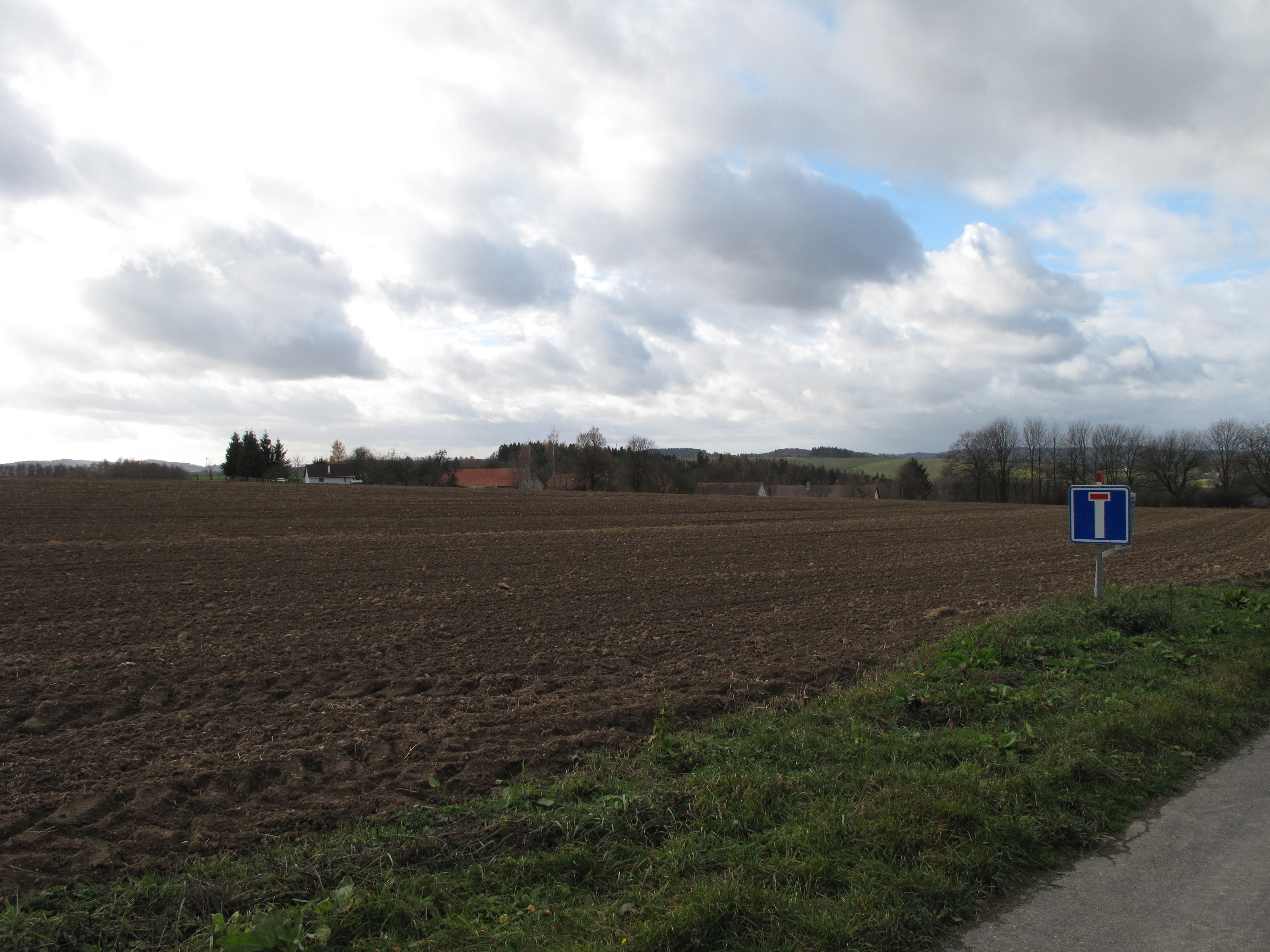
Akker nabij het dorp (2015)
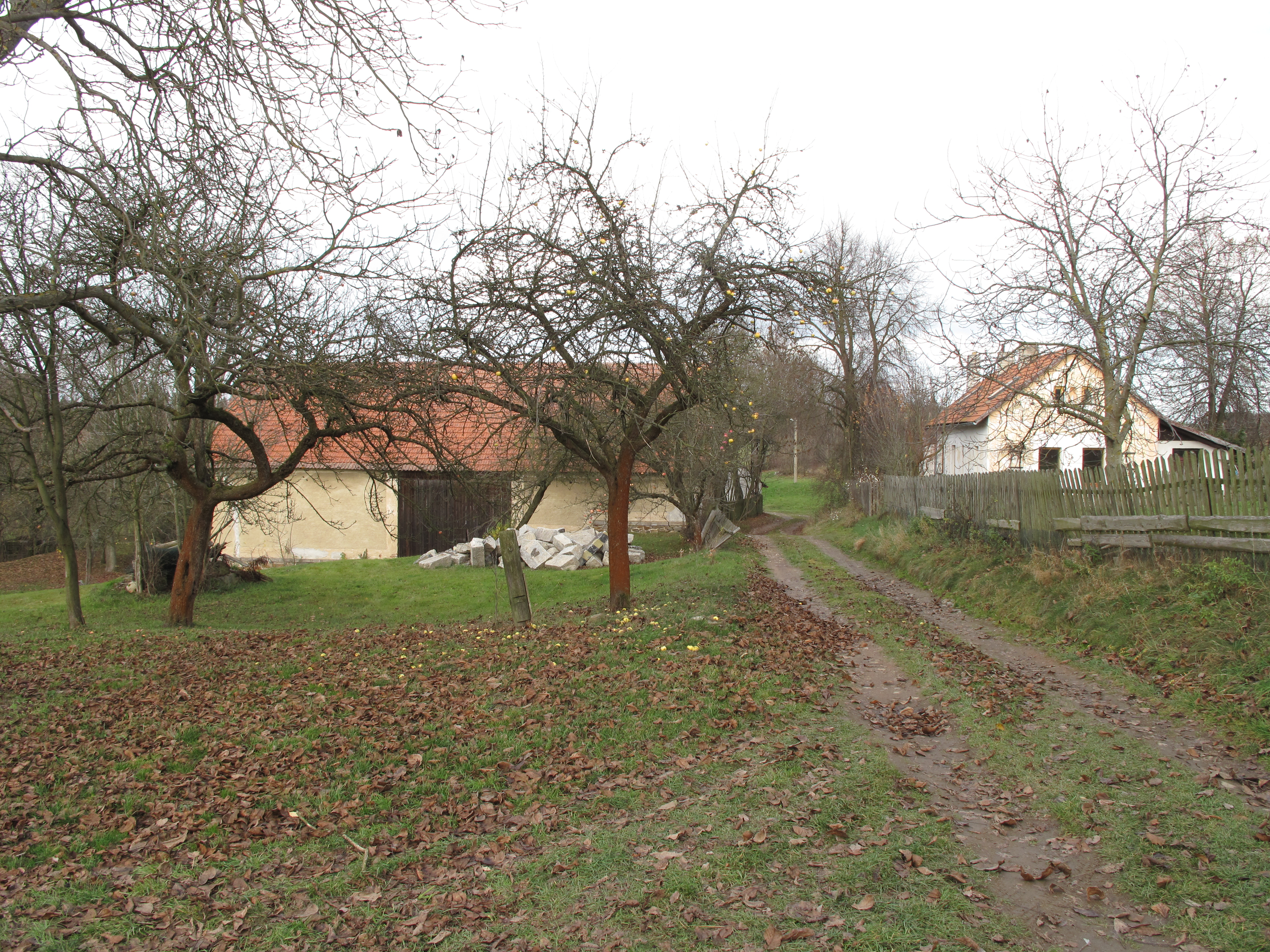
Boerderij in het dorp (2015)